# Marie af Anjou (1404-1463)
Marie af Anjou (ødt 14. oktober 1404, død 29. november 1463) var dronning af Frankrig som hustru til kong Karl 7. fra 1422 til 1461. Hun tjente som regent og ledede statsrådet flere gange under kongens fravær.

## Liv
Marie var den ældste datter af Ludvig 2. af Anjou, prætendent til Napolis trone, og Jolanda af Aragonien, prætendent til Aragoniens trone.
Marie blev forlovet med sin grandfætter Karl, søn og arving til Karl 6. af Frankrig i 1413. Brylluppet fandt sted den 18. december 1422 i Bourges. Ægteskabet gjorde hende til dronning af Frankrig, men så vidt det vides, blev hun aldrig kronet. Hendes ægtefælles sejr i Hundredårskrigen skyldtes meget den støtte, som han havde modtaget fra Maries familie, især fra hendes mor Jolanda af Aragonien.

### Dronning
Dronning Marie ledede statsrådet flere gange i kongens fravær, hvor hun havde fuldmagt som regent og underskrev love i sin stilling som "kongens statholder" (april 1434). Hun foretog flere pilgrimsrejser, såsom til Puy med kongen i 1424, og Mont Saint-Michel alene i 1447.
Marie og Karl fik fjorten børn, men hendes ægtefælles kærlighed var primært rettet mod hans elskerinde Agnès Sorel, oprindeligt Maries hofdame, der blev konges officielle elskerinde i 1444 og spillede en dominerende rolle ved hoffet indtil hendes død i 1450, hvor hun i nogen grad overstrålede dronningen.
Robert Blondel komponerede den allegoriske afhandling af "Helvedes tolv farer" til dronning Marie i 1455.

### Enkedronning
I 1461 døde Karl 7. og blev efterfulgt af deres søn Ludvig 11., hvilket gjorde Marie til enkedronning. Hun blev tildelt slottet Chateau d'Amboise og indkomsten fra hertugdømmet Brabant af sin søn.
I løbet af vinteren 1462-63 foretog Marie af Anjou en pilgrimsrejse til Santiago de Compostela. Det er blevet spekuleret i, at hun havde en mission i Spanien som hemmelig ambassadør for sin søn på grund af den politiske situation på det tidspunkt og det faktum, at hun foretog pilgrimsrejsen om vinteren, hvor vejene var så dårlige, at sådanne ture normalt blev undgået, hvis det var muligt.
Hun døde i en alder af 59 år den 29. november 1463 på cistercienserordenens Abbaye de Chateliers-en-Poitou (nu i regionen Nouvelle-Aquitaine) på vejen tilbage. Hun er begravet i basilikaen i Saint-Denis sammen med sin ægtefælle.

## Børn
Marie var mor til fjorten børn:
| Navn      | Fødsel                | Død                 | Noter |
| --------- | --------------------- | ------------------- | --- |
| Ludvig    | 3. juli 1423          | 30. august 1483     | Konge af Frankrig. Gift (1) med Margrete Stewart, ingen børn. Gift (2) med Charlotte af Savoyen, fik børn. |
| Johan     | 19. september 1426    | 19. september 1426  | Levede et par timer.                                                                                       |
| Radegonde | efter 29. august 1428 | 19. marts 1444      | Forlovet med Sigismund, Ærkehertug af Østrig den 22. juli 1430.                                            |
| Katarina  | efter 29. august 1428 | 13. juli 1446       | Gift med Karl den Dristige, ingen børn.                                                                    |
| Jakob     | 1432                  | 2. marts 1437       | Døde fem år gammel.                                                                                        |
| Jolanda   | 23. september 1434    | 23./29. august 1478 | Gift med Amadeus 9., hertug af Savoyen, fik børn.                                                          |
| Johanne   | 4. maj 1435           | 4. maj 1482         | Gift med Johan 2. hertug af Bourbon, ingen børn.                                                           |
| Filip     | 4. februar 1436       | 11. juni 1436       | Døde som spæd                                                                                              |
| Margrete  | Maj 1437              | 24. juli 1438       | Døde i alder af et år.                                                                                     |
| Johanne   | 7. september 1438     | 26. december 1446   | Maries tvilling, døde otte år gammel.                                                                      |
| Marie     | 7. september 1438     | 14. februar 1439    | Johannes tvilling, døde som spæd.                                                                          |
| Isabella  | 1441                  | Døde ung.           | |
| Magdalene | 1. december 1443      | 21. januar 1495     | Gift med Gaston af Foix, prins af Viana, fik børn.                                                         |
| Karl      | 12. december 1446     | 24. maj 1472        | Døde uden legitime børn.                                                                                   |